# محوطه موزی پشته
محوطه موزی پشته مربوط به دوران‌های تاریخی پس از اسلام است و در شهرستان نوشهر، بخش کجور، روستای نیرنگ واقع شده و این اثر در تاریخ ۷ مرداد ۱۳۸۲ با شمارهٔ ثبت ۹۳۷۷ به‌عنوان یکی از آثار ملی ایران به ثبت رسیده است.